# Racconti del giorno e della notte
Racconti del giorno e della notte (Contes du jour et de la nuit) è una raccolta di racconti in lingua francese di Guy de Maupassant, pubblicata per la prima volta dall'editore Marpon-Flammarion nel 1885, e in una edizione rivista e corretta dall'editore Paul Ollendorff nel 1887.

## Racconti

### Edizione Marpon-Flammarion (1885)
- Il delitto del vecchio Boniface[1] (Le Crime au père Boniface, 1884)
- Rose (Rose (1884)
- Il padre (Le Père, 1883)
- Il segreto (L’Aveu, 1884)
- La collana (La Parure, 1884)
- La felicità (Le Bonheur, 1884)
- Il vecchio (Le Vieux, 1884)
- Un vile (Un lâche, 1884)
- L’ubriaco (L’Ivrogne, 1884)
- Una vendetta, (Une vendetta, 1884)
- Cocò (Coco, 1884)
- La mano (La Main, 1883)
- Il mendicante (Le Gueux, 1884)
- Un parricida (Un parricide, 1885)
- Il piccolo (Le Petit, 1883)
- La Roche aux Guillemots (La roccia dei guillemots, 1883)
- Timbuctù (Tombouctou, 1883)
- Storia vera Histoire vraie (1883)
- Addio (Adieu, 1884)
- Ricordo (Souvenir, 1884)
- La Confession (La confessione, 1885)

### Edizione Ollendorff (1887)
Rispetto all'edizione del 1885, sono stati aggiunti i seguenti racconti:
- Le Fermier (1886)
- Jadis (1880)
- La Farce (1883)
- Lettre trouvée sur un noyé (1884)
- L'Horrible (1884)

Rispetto all'edizione del 1885, sono stati tolti i seguenti racconti:
- Le Crime au père Boniface (1884)
- Rose (1884)
- La Parure (1884)
- Une vendetta (1884)
- Coco (1884)

## Edizioni
- (FR) Guy de Maupassant, Contes du jour et de la nuit, illustrazioni di P. Cousturier, Paris, C. Marpon et E. Flammarion, 1885.
- (FR) Guy de Maupassant, Contes du jour et de la nuit, illustrazioni di V. Bocchino, Paris, P. Ollendorff, 1887.
- Guy de Maupassant, Le novelle, collana Millepagine, traduzione di Egidio Bianchetti, Milano, Iei, Ist. Editoriale Italiano.
- Guy de Maupassant, Racconti del giorno e della notte, collana Biblioteca universale Rizzoli ; 1860-1861, traduzione di Oreste Del Buono, Milano, Rizzoli, 1962.
- Guy de Maupassant, Racconti del giorno e della notte, collana I capolavori Sansoni ; 42, traduzione di Mario Picchi, Introduzione di Edda Melon, Milano, 1965.